# Jubileuszowy Zlot 70-lecia Harcerstwa Polskiego
Jubileuszowy Zlot 70-lecia Harcerstwa Polskiego – zlot harcerski, zorganizowany przez Związek Harcerstwa Polskiego, głównie siłami krakowskich instruktorów Kręgów Instruktorów Harcerskich im. Andrzeja Małkowskiego, w dniach 18-20 września 1981 roku na Błoniach w Krakowie, z okazji 70. rocznicy powstania harcerstwa.
Najlepsze zastępy z hufców harcerskich z całej Polski uczestniczyły w zadaniach harcowych i imprezach:
- Jubileuszowym Ognisku Harcerskim (w którym uczestniczył m.in. ostatni Naczelnik "Szarych Szeregów" hm. Stanisław Broniewski "Orsza"),
- harcerskim biegu terenowym,
- rajdzie trasami zabytków Krakowa,
- odwiedzinach w harcówkach krakowskich szczepów.

Na terenie miasteczka zlotowego pracowała radiostacja harcerska Białego Szczepu ZHP (SP9ZAS) pod specjalnym znakiem okolicznościowym SP0AM (AM jak Andrzej Małkowski), nawiązując setki łączności z całym światem.
Ogółem wraz z organizatorami w Zlocie wzięło udział około 6500 harcerzy, seniorów i gości. Organizacyjnie Zlot składał się ze "zgrupowań": "Pomorze", "Pojezierze", "Wielkopolska", "Polska Centralna", "Śląsk" i "Małopolska".
W zlocie wzięli udział członkowie Głównej Kwatery ZHP z Naczelnikiem ZHP hm. PL Andrzejem Ornatem. 
W ostatnim dniu Zlotu odbyła się także inauguracja roku harcerskiego 1981/1982 Chorągwi Krakowskiej ZHP.

## Komenda Zlotu
- Komendant Zlotu hm. PL Ryszard Wcisło
- Z-ca Komendanta - hm. Wiesława Stojek, hm. PL Zbigniew Sabiński
- Oboźny zlotu - hm. PL Maria Ciechanowska